# Fritz von Bose
Fritz von Bose (eigtl. Carl Friedrich von Bose * 16. Oktober 1865 in Königstein (Sächsische Schweiz); † 10. Mai 1945 in Leipzig) war ein deutscher Pianist, Musikprofessor und Komponist.

Grabstätte Fritz von Bose und Angehörige auf dem Südfriedhof in Leipzig (2021 aufgelassen)

## Familie
Fritz von Bose entstammte der fränkischen Linie des sächsischen Uradelsgeschlechts von Bose. Sein Vater, Carl Emil von Bose (* 21. Juni 1832 in Chemnitz; † 26. November 1906 in Dresden), war königlich-sächsischer Landgerichtspräsident in Dresden, seine Mutter war Marie Elisabeth, geborene Mückenberger (* 7. März 1835 in Leipzig; † 13. Dezember 1912 in Dresden). Fritz von Bose war verheiratet mit Julia Auguste, geborene Goldschmidt (* 24. August 1869 in Nottingham; † 6. März 1959 in Leipzig), die einer alten jüdisch-englischen Familie angehörte. Zu den Kindern aus dieser Ehe zählen die Söhne Carl (1901–1923), Heinrich (1899–1988) und Eduard von Bose (1898–1963).

## Leben
Ersten Klavierunterricht erhielt er von seinem Vater Carl Emil von Bose. 1874 übersiedelte die Familie nach Leipzig; dort wurde Bose Klavierschüler von Heinrich Klesse.
Von Bose studierte ab 1883 am damals berühmten Leipziger Konservatorium (es war das erste in Deutschland und wurde 1843 von Mendelssohn gegründet), unter anderem bei Carl Reinecke (als dessen Lieblingsschüler er galt).
Während eines Aufenthaltes in Hamburg 1887/88 lernte er den Dirigenten und Pianisten Hans von Bülow kennen, der ihm wichtige Impulse gab.
Wieder in Leipzig begann 1888 von Boses internationale Karriere als Konzertpianist und als Kammermusikbegleiter. Mit der Mezzosopranistin Alice Barbi reiste er durch Deutschland, Österreich, Ungarn und Russland.
Gerühmt wurde an seinem Klavierspiel die „klare, sorgsame und feine Zeichnung“, die „blühende Farbe, der Sinn für musikalische Architektur und Plastik“. Fritz von Bose vertrat schon damals eine „seltene Klavierkultur, die das Beste und Feinste von Leipzigs klassischer und romantischer Tradition der Akademie“ wahrte (Walter Niemann).
1893 übernahm von Bose eine Lehrstelle für Klavierspiel in Karlsruhe, 1898 eine gleiche Position in Leipzig. Dort wurde er 1912 zum Professor ernannt und blieb dies bis zu seiner Emeritierung 1932.
Er gehört zu den herausragenden Lehrerpersönlichkeiten des Leipziger Konservatoriums (neben Julius Rietz, Robert Teichmüller, Hermann Kretzschmar, Max Reger und Karl Straube).
Sein Werkverzeichnis umfasst 40 Werke; es wurde von Erika von Bose (1929–2017), Enkelin des Komponisten, zusammengestellt.
Zu Lebzeiten wurde er als „Leipziger Brahms“ bezeichnet; als typisch für seine Kompositionen gilt eine 'Mendelssohnsche Leichtigkeit'.
Sein Grab befand sich auf dem Südfriedhof in Leipzig. Aufgrund des Ablaufens der Ruhefrist wurde es im Oktober 2021 von der Friedhofsverwaltung aufgelassen und beräumt. Seit 2024 erinnert ein von der Paul-Benndorf-Gesellschaft errichteter Restitutionsstein wieder an den Pianisten.
Sein schriftlicher Nachlass wird in der Sächsischen Landesbibliothek – Staats- und Universitätsbibliothek Dresden aufbewahrt.

## Sonstiges
Fritz von Bose musizierte mit Clara Schumann (1819–1896) und Joseph Joachim sowie Julius Klengel. Er begegnete Johannes Brahms und Peter Tschaikowsky und war u. a. mit dem Dirigenten Josef Sautier befreundet.
1906 spielte er aus Anlass von Mozarts 150. Geburtstag zusammen mit dem damals 81-jährigen Carl Reinecke in einem Gewandhauskonzert unter Leitung von Arthur Nikisch Mozarts 10. Konzert für zwei Klaviere (KV 365, Es-Dur); die beiden wurden dafür enthusiastisch gefeiert.

## Diskografie
2011 erschien zum ersten Mal Musik von ihm auf CD: Klaviersuiten Nr. 1 & 2 (op. 9 & 20); 3 Klavierstücke op. 10; Elegie op. 21 Nr. 1; Variationen op. 17 (Alexandra Oehler, Klavier).